# Апариграха
Апариграха (санскр. अपरिग्रह — «нестяжательство») — понятие индийской философии, один из принципов ямы.
1) буквально «не цепляние за всё вокруг», свобода от жадности, накопительства, стяжательства, щедрость.
Йога-сутры, глава 2, сутра 39: апариграха-стхайрье джанма-катханта-самбодха;
```
   стхайрье – при утверждении
   апариграха – в ненакоплении, неалчности
   самбодха – (человек обретает) знание
   катханта – причин процесса
   джанма – рождения 
```

Когда ум утверждается в неалчности и неэгоистичности, йог обретает знание, касающееся процессов рождения и смерти.
2) В узком смысле — неприятие даров; в более широком — освобождение от накопительства, не привязанность к содеянному, внутренняя свобода.
Грубейшим нарушением апариграхи является подавление чужой свободы (так как посягающий на неё сам внутренне несвободен), например, привороты или навязывание детям мнения родителей. Также апариграху нарушают жадность, зависимость от вещей, чужого мнения, искусственных стимуляторов (как наркотиков, алкоголя, табака, так и кофе, сладостей, музыки и много другого), обвинение других в своих неприятностях.

## Аналоги ямы в христианстве
Заповеди «Не сотвори себе кумира», «Господу Богу одному поклоняйся и Ему одному служи», «Не можете служить Богу и маммоне» (Лк. 16:13)

## Расплата за нарушение апариграхи
В соответствии с законами кармы, нарушивший чью-либо свободу, сам окажется не на свободе. Зависящий от денег, карьеры, титулов и других лжеценностей будет несчастлив до тех пор, пока он привязанность не порвет, и этот разрыв очень часто болезненный. Некоторые примеры расплаты с кармическими долгами апариграхи: оказаться в следующем воплощении наркоманом (в этом случае придется либо приложить много усилий, чтобы бросить наркотики, либо потерять здоровье), попасть в секту со всеми для себя последствиями, «потерять» «своего» любимого человека.

## Сиддхи, обретаемые исполнением апариграхи
Достигший совершенства в апариграхе получает в дар чувство покоя, ничем не нарушаемой радости и непередаваемого блаженства.